# Nogometna liga RNS Ramsko-neretvansko-humskog
Nogometna liga RNS Ramsko-neretvansko-humskog (Treća nogometna liga RNS RNH), bila je treći rang natjecanja u ligaškom sustavu Nogometnog saveza Herceg-Bosne. Ligu je organizirao Regionalni nogometni savez Ramsko-neretvansko-humski. Utemeljena je 1997., a obuhvaćala je klubove iz Hercegovačko-neretvanske i dijela Zapadnohercegovačke županije.
U prvoj sezoni, 1997./98., liga je imala šest klubova.

## Osvajači
(popis nepotpun)
- 1997./98. - NK Neretva, Čeljevo[2]
- 1998./99. - ?

...
- 2001./02. - NK Neretva, Čeljevo[3]